# Diversisporales
Die Diversisporales sind eine Ordnung von Pilzen, die eine Symbiose (Mycorrhiza) mit sehr vielen Pflanzen bilden.

## Merkmale
Die Pilze bilden im Boden und in den Pflanzenwurzeln meist unseptierte Hyphen. Sie bilden arbuskuläre Mykorrhiza mit oder ohne Ausbildung von Vesikeln sowie mit oder ohne Ausbildung von hypogäischen Hilfszellen.
Die ungeschlechtliche Vermehrung erfolgt durch Sporen. Diese können entweder komplex aufgebaut sein mit einem sporentragenden Sacculus, dann werden sie acaulosporoide Sporen genannt, oder es werden komplexe Sporen gebildet, die sich aus einer knolligen Basis auf der sporentragenden Hyphe entwickeln (gigasporoide Sporen), oder sie bilden runde glomoide Sporen.
Von anderen Ordnungen der Glomeromycota unterscheiden sich die Diversisporales genetisch, denn sie besitzen die SSU-rRNA Gensequenzen GGGTTTH und TYACCGGRAGGTRT, die den homologen Position 254 und 1495 der Saccharomyces cerevisiae SSU-rRNA Sequenz J01353 entsprechen.

## Ökologie und Lebensweise
Die Diversisporales sind fast immer hypogäisch, d. h. im Boden wachsend, selten auch epigäisch, also auf der Bodenoberfläche. Sie bilden immer eine Mycorrhiza-Symbiose mit einer Vielzahl an Pflanzenarten. Sie liefern der Pflanze Nährstoffe (v. a. Phosphor) und Wasser und erhalten ihrerseits einen Teil der durch die Photosynthese erzeugten Assimilate und kommen in fast allen terrestrischen Ökosystemen vor. Charakteristischerweise bilden sie wie die meisten arbuskulären Mycorrhizapilze in den Wurzeln sogenannte Vesikel und Arbuskel.

## Systematik
Da die Diversisporales wie die meisten arbuskulären Mykorrhizapilze nur wenige morphologische Merkmale zur Unterscheidung haben, wurden viele Arten neben den Gattungen Gigaspora und Acaulospora zur Gattung Glomus gezählt. Mit molekularbiologischen Methoden wurde festgestellt, dass die Gattung polyphyletisch ist. Walker und Schüßler beschrieben die Ordnung zwar schon 2001, publizierten sie gültig aber erst 2004. Im Moment beinhaltet die Ordnung acht Gattungen in fünf Familien:
- Gigasporaceae
  - Gigaspora
  - Scutellospora
  - Racocetra
- Acaulosporaceae
  - Acaulospora : inklusive der früheren Gattung Kuklospora
- Entrophosporaceae
  - Entrophospora: unklare systematische Stellung
- Pacisporaceae
  - Pacispora
- Diversisporaceae
  - Desertispora mit der einzigen Art  Desertispora omaniana, 2018 beschrieben.[3]
  - Diversispora: frühere Glomus-C-Gruppe, beinhaltet mehrere Arten, die früher zu Glomus gehörten.
  - Otospora: unklare systematische Stellung